# Psychotria muellerdomboisii
Psychotria muellerdomboisii là một loài thực vật có hoa trong họ Thiến thảo. Loài này được W.N.Takeuchi mô tả khoa học đầu tiên năm 2001.